# Kirill Pisklov
Kirill Eduardovich Pisklov (russo:  Кирилл Эдуардович Писклов; IPA: [kʲɪˈrʲiɫ pʲɪˈskɫof]; Chelyabinsk, 22 de setembro de 1996) é um jogador russo de basquete profissional que atualmente joga pelo Ural Yekaterinburg.
Ele conquistou a medalha de prata nos Jogos Olímpicos de Verão de 2020 na disputa 3x3 masculino com a equipe do Comitê Olímpico Russo, ao lado de Ilia Karpenkov, Stanislav Sharov e Alexander Zuev.